# Paran G’schrey
Paran G’schrey (* 1. April 1927 in Calicut, Indien; † 6. Dezember 1967 in Berlin) war ein deutscher Maler des Informel.

## Leben
Paran G’schrey war der Sohn von Luise (Liesel) Haustein und Adoptivsohn des Malers, Grafikers und Lyrikers Ludwig G’schrey (1907–2002). Sein Großvater war der Musiker Richard G’schrey (1872–1956?). Er verbrachte seine Jugend in Deutschland und studierte von 1943 bis 1944 an der Meisterschule für Kunsthandwerk in Berlin-Charlottenburg und, nach dem Kriegsdienst, von 1946 bis 1948 bei Willi Baumeister an der Akademie der Bildenden Künste Stuttgart. Von 1949 bis 1955 setzte er sein Studium bei Hans Kuhn und Karl Schmidt-Rottluff an der Hochschule für Bildende Künste in Berlin fort. 1948 heiratete er Uta J. Schlemmer, die Tochter von Oskar Schlemmer, die Ehe wurde 1953 geschieden. Aus der Verbindung ging C. Raman Schlemmer hervor, zusammen mit seiner Cousine Janine Schlemmer Erbe des Nachlasses von Oskar Schlemmer. Paran G’schrey war seit 1957 mit Katharina Schulze (später Ehrlicher), eine Schwester von Peter Schulze-Rohr und Jakob Schulze-Rohr, verheiratet. Aus der Verbindung ging sein Sohn Thomas G’schrey hervor, heute als Kulturjournalist und -manager, Geiger und Musiker TThomthom Geigenschrey bekannt. Paran G’schrey war zudem der Onkel des Leipziger (jetzt Berliner) Malers Albrecht Gehse.
G’schrey starb 1967 durch Suizid.

## Werk
1957 wurde G’schrey in den Deutschen Künstlerbund aufgenommen. Seine anfänglich figurativen Kompositionen (Studienblatt Radfahrer, 1955, Gouache auf Papier) lösten sich Ende der 1950er Jahre zugunsten von Motiven auf, in denen der Künstler Figuren und Zeichen miteinander verband.
1962 erhielt G’schrey den Villa-Romana-Preis, der mit einem einjährigen Aufenthalt in Florenz verbunden war. Dort schloss er Freundschaft mit dem Maler Horst Antes, der sich künstlerisch jedoch in eine gegensätzliche Richtung bewegte. Antes gab in Florenz seine spontan-malerische Arbeitsweise auf und verstärkte das Figürliche. G’schrey dagegen drängte das Abbildhafte in seinen Motiven zugunsten einer informellen, anfangs skripturalen Linienführung zurück. „Es entstehen Geflechte von Farbe, die Bildräume suggerieren Verdichtungen, Erweiterungen, Ballungen und lose gegliederte Flächen folgen einem eigenen, schwingendem Rhythmus“. In seinen späten, in schwarzen Grundtönen gehaltenen Aquarellen, kehrten Ansätze einer figurativen Darstellung zurück.
G’schreys bevorzugte künstlerische Medien waren die Gouache und das Aquarell, die er auch kombinierte und die er um Collagen und Kaltnadelradierungen, und, in seinen letzten Lebensjahren, um Übermalungen erweiterte. Vom Ende der 1950er Jahre stammen großformatige Ölbilder (Die Verlobung von San Domingo, 1959, Öl auf Leinwand, 204 × 113 cm). Gelegentlich sind Arbeiten des Künstlers im Auktionshandel zu finden. Der schriftliche Nachlass befindet sich im Archiv der Akademie der Künste, Berlin.

## Ausstellungen
- 1957 7. Ausstellung, Deutscher Künstlerbund, Universität der Künste Berlin
- 1958 Frankfurter Kunstkabinett Hanna Bekker vom Rath
- 1962 Schwarz-Weiß 61, Kunsthalle Bremen
- 1963 Galerie ‘S’, Ben Wargin, Berlin (mit Gerson Fehrenbach)
- 1976 Horst Antes, Grafik und Paran G’schrey, Gemälde, Galerie Ohse, Bremen
- 1987 Ein Maler des Informel, Museum für Kunst und Kulturgeschichte, Lübeck
- 1991 Zwischen Informel und Figuration, Galerie Bernd Slutzky, Frankfurt am Main
- 2002 Ein Maler des Informel, Haus am Waldsee, Berlin

## Werke in öffentlichen Sammlungen
- Graphische Sammlung der Kestner-Gesellschaft, Hannover
- Kunsthalle St. Annen, Lübeck
- Kunsthalle Bremen

## Auszeichnungen
- 1959 Preis der Großen Berliner Kunstausstellung
- 1954 Preis der Biennale di Gorizia
- 1960 Preis der Karl-Hofer-Gesellschaft, Berlin
- 1962 Villa-Romana-Preis, Florenz